# Simon Hendrik Anton Begemann

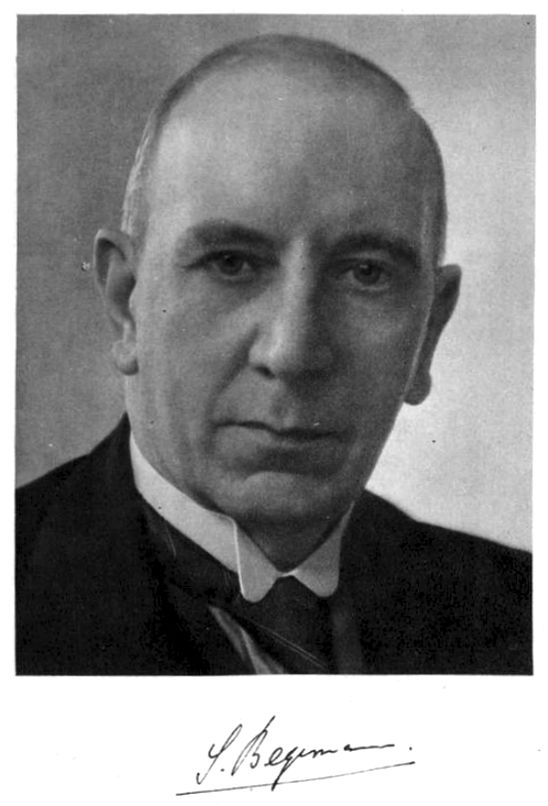
Prof. Ir. S. H. A. Begemann, 1939

Simon Hendrik Anton Begemann (Witmarsum, gemeente Wonseradeel, 22 april 1884 - Haarlem, 4 november 1974) was een Nederlands waterbouwkundige, werkzaam in Nederlands-Indië en Nederland.

## Opleiding en eerste werkkring

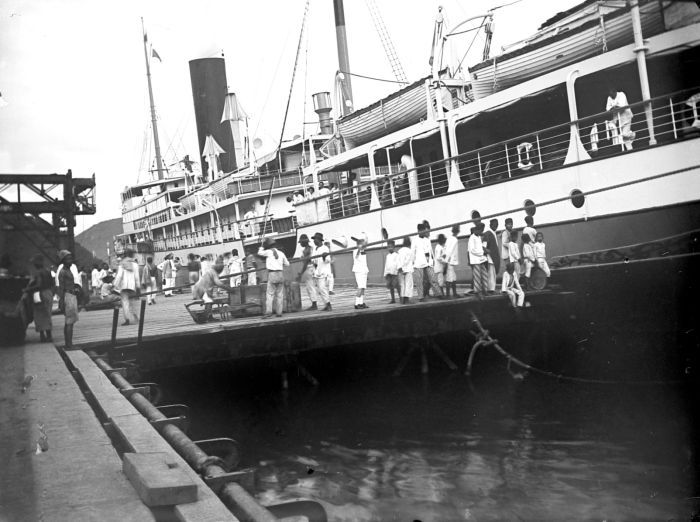
Het schip Kawi aan de steiger te Emmahaven West-Sumatra

Van 1905 tot 1907 studeerde hij aan de Technische Hogeschool in Delft (1907 haalde hij het kandidaatsexamen) en werd student-lid van het KIvI, en kort daarna studeerde hij af. Hij was voor het tijdvak van 1 januari tot en met 31 augustus 1908, als assistent voor het landmeten, waterpassen en de geodesie aan de Hogeschool verbonden. Zijn woonplaats ten tijde van zijn benoeming was Ammerstol. In oktober 1908 is hij ter beschikking gesteld van de Gouverneur-generaal van Ned.-Indië, om te worden benoemd tot aspirant-ingenieur bij de Waterstaat en 's Lands Burgerlijke Openbare werken daar te lande. Na aankomst in Indië werd hij in mei 1909 geplaatst bij de gewestelijke dienst in het gouvernement Celebes en onderhorigheden maar hij werd al snel overgeplaatst “voor de uitvoering der werken ter verbetering van de afwatering van de Bengawandjero, de opnemingen in het gebied der beneden-Solorivier, en voor het beheer en gewoon onderhoud, de bewaking enz. der gestaakte werken tot verbetering van de bevloeiing en afwatering in de Solovallei (residenties Soerabaja en Rembang).” Zij gingen in Lawang (residentie Bodjonegoro) wonen en kregen daar op 28 augustus 1910 een dochter: Maria Jacoba. In november 1911 werd nog een dochter geboren. Hij heeft daar onder andere de verkeersbrug over de Solo bij Tjepoe gebouwd. In oktober 1919 ging het gezin (inmiddels met vier kinderen) op verlof naar Nederland met de SS Kawi.

## Irrigatiewerken in midden Java
in 1923 hield hij in Bandung een lezing voor waterstaatsingenieurs en andere belangstellenden met dia’s en een film over het herstel van de stuw in de Brantas bij Lengkong (Modjokerto in Oost-Java). Kort daarna, in maart 1925 werd hij hoofd van de irrigatieafdeling Serang, het gebied rond Semarang. Hij was de stimulator voor de ontwikkeling van het waterbouwkundig laboratorium in Semarang wat onder leiding kwam te staan van ir. Vlugter.
Hij ging in november 1926 met verlof voor 8 maanden. Hij ging op 10 november 1926 met de SS Insulinde naar Rotterdam, zonder gezin. Hij kwam met gezin (drie kinderen) terug op 20 juli 1927 met de SS Pieter Corneliszoon Hooft.

Het verstevigen van de oever van de Toentang bij de waterkrachtcentrale te Toentang

In augustus 1928 kocht hij 2 percelen in Batavia (Menteng). Hij woonde toen nog in Semarang, Kopelaan 16. In september 1927 organiseerde hij voor de Vereniging van Waterstaatsingenieurs een excursie naar de centrale bij Toentang, Hij had hiervoor het waterhuishoudkundig plan gemaakt. De rivieroevers moesten daar verdedigd worden. Op 1 november 1929 kreeg hij opdracht om een provinciale waterstaatsdienst voor midden Java op te zetten, op 1 december werd hij hoofd bevloeiing van die provincie.
Op 21 mei 1930 waren er grote problemen met banjirs in de rivier Likisan Een jaar later waren er in het hele district weer grote problemen met banjirs en hij moest de nodige noodmaatregelen nemen om het gebied weer toegankelijk te krijgen. Hij werd in dat jaar ook vice-voorzitter van de vereniging van ingenieurs.
Een groot werk was de aanleg van de wadoek Gembong, waar in 1931 een excursie van ingenieurs naar toe was. In 1933 was dat werk gereed. In zijn functie gaf hij ook leiding aan de aanleg van drinkwaterbronnen, zoals in 1932 bij Kalidoh.
In 1932 werd hij diensthoofd voor heel Midden-Java. Ook had hij maatschappelijke functies. Zo was hij gecommitteerde bij de HBS-eindexamens. Hij moest ook gastheer zijn bij het bezoek van de Gouverneur-generaal in september aan Semarang.
In 1933 werd de Patjaldam geopend, gebouwd onder leiding van ir. Proper, maar feitelijk was dit een ontwerp van Begemann, dat lang om budgettaire reden was blijven liggen.

## Terug naar Nederland
Op 2 augustus 1933 vertrok hij met zijn gezin naar Nederland met de SS Christiaan Huygens; zijn Indisch pensioen was toen ingegaan. De 30e van die maand werd hij op Koninginnedag benoemd tot officier in de Orde van Oranje-Nassau. Op 15 april 1934 ging zijn pensioen in.
In november 1938 volgde zijn benoeming tot hoogleraar aan de Technische Hogeschool Delft. Hij aanvaardde het ambt met de rede “vergaarkommen” Hij is in mei 1939 ook benoemd in het bestuur van de “stichting Waterloopkundig Laboratorium “ (=WL + LGM).
Gedurende de Tweede Wereldoorlog bleef hij hoogleraar in Delft.
In 1951 was hij in India gekozen tot vice-president van de Uitvoerende Raad van de Internationale Commissie voor Irrigatie en Kanalen. Bij een congres van het Verbond van Wetenschappelijke Werkers in 1954 heeft hij een betoog gehouden voor het gebruik van waterkracht voor de energievoorziening. Getijdenenergie leek hem niet lonend, gezien de schaal van de installaties. Wel zag hij een toekomst voor pompaccumulatiecentrales.
In juni 1954 ging hij met pensioen als hoogleraar aan de TU Delft.

## Privé
Hij was de zoon van de predikant Heinrich Karl Simon Philip Begemann. Hij is op 2 februari 1909 te 's-Gravenhage gehuwd met Johanna Frederika Bense, dochter van een gepensioneerd militair arts, die dienst gedaan had in Nederlands-Indië en inmiddels met Indisch pensioen in Den Haag woonde.
Zij kregen 6 kinderen: Maria Jacoba (1910), Sophie Louise Christine (1911), Heinrich Karl Simon Philip (1913), Carel Lodewijk (1915), Sophia Wilhelmina (1920) en Christine Elisabeth (1928).
Sophia Wilhelmina is tijdens verlof in Nederland geboren. Zij is arts geworden. Beide zoons zijn ook civiel ingenieur geworden, Philip is grondmechanicus geworden, bekend van de Begemann boring; Carel werd hoogleraar waterkracht aan de TU Delft.
Hij was lid van de kerkenraad van de Protestantse Kerk te Semarang en was ook in de kring van de Vrijzinnig Protestanten een vooraanstaande figuur. In mei 1932 is hij lid geworden van de commissie voor een nieuw orgel in de kerk.

## Publicaties
- (1 mei 1918). Brug voor gewoon verkeer over de Solorivier bij Tjepoe. De waterstaats-ingenieur  6, 1918, no. 5, 01-05-1918 (5)
- (1 november 1924). Toepassing van Venturimeterw voor bvloeiïngsleidingen met gebruik van differentiaal peilschalen. De waterstaats-ingenieur  12 (11)
- (1 september 1926). Ontwikkeling automatische stuwkleppen type DoellBeauchez in de Sectie Modjokerto van de Irrigatie-Afdeeling „Brantas”,. De waterstaats-ingenieur  14 (9)
- (1 januari 1931). Toepassing van de waarschijnlijkheidsleer op hydrologische waarnemingen (deel 1). De waterstaats-ingenieur  19 (1) -  (1 februari 1931). Toepassing van de waarschijnlijkheidsleer op hydrologische waarnemingen (deel 2). De waterstaats-ingenieur  19 (2) -  (1 maart 1931). Toepassing van de waarschijnlijkheidsleer op hydrologische waarnemingen (deel 3). De waterstaats-ingenieur  19 (3)